# ФК Комло Бањас
ФК Комло Бањас (мађ. Komlói Bányász Sport Klub), је мађарски фудбалски клуб . Седиште клуба је било у Комлоју, Мађарска. Боје клуба су плава и бела. Клуб је десет пута наступао у првој лиги Мађарске.

## Историјат клуба
ФК Комло Бањас је у првој лиги дебитовао у сезони 1957/58. Сезону је завршио на тринаестом месту.
Свој највећи успех ФК Комло је доживео стигавши до финала Купа Међарске 1970. године, где је изгубио од ФК Ујпешта са 3−2. И поред игубљене утакмице ФК Комло се квалификовао за Куп победника купова у фудбалу 1971/72. пошто је Ујпешт био шампион Мађарске па је ослободио место Комлоу. ФК Комло је у првом колу играо против Црвене звезде из Београда. Одлука о победнику је била одлучена већ у првој утакмици Звезда је у гостима победила са 7:2. У узвратној утакмици међутим, ФК Комло Бањас је приредио изненађење и победио са 2:1, што ипак није било довољно за пролаз.

## Историјат имена
- 1922: Комло СЦ − (Komló SC)
- 1931–1949: Комло СЕ − (Komlói SE)
- 1949–1950: Тарна СЕ Комло −  (Tárna Sport Egyesület)
- 1950–1951: Саксервезети СЕ Комло − (Komlói Szakszervezeti Sport Egyesület)
- 1951– : Комло Бањас СК − (Komlói Bányász SK)

## Достигнућа
- Прва лига Мађарске у фудбалу:
  - 13. место (1) :1957/58.
  - 4. место (1) :1963.
  - 12. место (1) :1964.
  - 13. место (1) :1965.
  - 15. место (1) :1967.
  - 12. место (1) :1969.
  - 13. место (1) :1970.
  - 14. место (1) :1970/71.
  - 8. место (1) :1971/72.
  - 16. место (1) :1972/73.
- Друга лига Мађарске у фудбалу:
  - шампион (1) :1956.
  - шампион (1) :1961.
- Куп Мађарске у фудбалу:
  - финалиста (1) :1973/74.
  - финалиста (1) :1970.

### Интернационалне утакмице
| Сезона   | Куп | Коло    | Противник     | Домаћин | Гост | Укупно |
| -------- | --- | ------- | ------------- | ------- | ---- | ------ |
| 1971/72. | КПК | 1. коло | Црвена звезда | 2–7     | 2–1  | 4–8    |